# Marcel Novick
Marcel Novick, vollständiger Name Marcel Novick Rettich, (* 11. Oktober 1983 in Montevideo) ist ein uruguayischer Fußballspieler.

## Karriere

### Verein
Der nach Vereinsangaben 1,68 Meter, nach anderen Quellen 1,71 Meter große Mittelfeldakteur Marcel Novick ist Enkel des Basketballspielers und Sportfunktionärs Héctor Novick, Sohn des Sportfunktionärs Edgardo Novick, der 2008 Bewerber um das Präsidentenamt beim Club Atlético Peñarol war, Bruder des Fußballspielers Hernán Novick und der Schauspielerin Victoria Novick. Bernardo, der älteste Bruder der vier Geschwister, ist ein Wirtschaftswissenschaftler mit Master-Abschluss an der Harvard University. Zu Beginn seiner Karriere stand Marcel Novick 2005 in Reihen von Centro Atlético Fénix. 2006 folgte eine Station beim Rocha FC. Von 2006 bis 2008 war er Spieler bei El Tanque Sisley. Ebenfalls 2008 gehörte er dem Kader von Villa Española an. In der Saison 2009/10 lief er in 22 Partien der Primera División für die Rampla Juniors auf und schoss ein Tor. In den Spielzeiten 2010/11 und 2011/12 stehen dort 23 bzw. 14 Erstligaeinsätze für ihn zu Buche, bei denen er keinen weiteren Treffer erzielte. Im Januar 2012 schloss er sich dem Club Atlético Peñarol an. Bis zum Saisonende wurde er achtmal (kein Tor) in der Primera División aufgestellt. Auch zwei absolvierte Begegnungen der Copa Libertadores stehen für ihn bei den „Aurinegros“ in jenem Jahr zu Buche. In der nachfolgenden Spielzeit 2012/13 trug er mit 26 Ligaeinsätzen (kein Tor) zum Gewinn der uruguayischen Meisterschaft bei. Überdies weist die Statistik sechs weitere Spiele (kein Tor) in der Copa Libertadores für ihn aus. 2013/14 stand er 17-mal in der Primera División, dreimal in der Copa Libertadores und einmal in der Copa Sudamericana 2013 auf dem Platz, jeweils ohne persönlichen Torerfolg. In der Spielzeit 2014/15 wurde er siebenmal (kein Tor) in der höchsten uruguayischen Spielklasse eingesetzt. Es folgten in der Saison 2015/16, in der seine Mannschaft abermals den Landesmeistertitel gewann, 13 weitere Erstligaeinsätze (ein Tor) und zwei (kein Tor) in der Copa Libertadores 2016.

### Erfolge
- Uruguayischer Meister: 2012/13, 2015/16